# Дестилирана вода
Дестилирана вода е вода, която е пречистена от всички примеси чрез процеса на дестилация. Дестилираната вода се използва в биологичните и химичните лаборатории, а когато се налага употребата на изключително чиста вода, се използва двойно дестилирана (бидестилирана) вода. Дестилираната вода понякога се използва и в охладителната система на автомобилите. Нейната електропроводимост е близка до нула и има неутрална киселинност, т.е pH = 7. Стерилност се постига чрез облъчването на дестилираната вода с ултравиолетово лъчение.
Използването на дестилирана вода като питейна не се препоръчва, защото в нея не се съдържат някои минерали, естествено разтворени в обикновената питейна вода, необходими за здравето на човека.

Съществуват значителни разлики между Северна Америка и Европа по отношение на стандартите, регулиращи бутилираната вода. Така например, в САЩ продажбата на дестилирана вода е разрешена съгласно нормативната уредба за бутилирана вода (Bottled Water Regulations). Там за минерална се счита вода с ниво на разтворените минерали между 500 и 1500 mg/L, т.е. вода с по-малко от 500 mg/L разтворени вещества се смята за „дестилирана“. Обратно, правилата на Европейския съюз за минералната вода забраняват обработването и третирането на всяка бутилирана изворна вода. В Европа вода с всякакво ниво на минерализация се счита за „минерална вода“.